# Antónov An-28
L'Antónov An-28 (designació OTAN Cash) és un avió de transport bimotor, desenvolupat a partir de l'Antónov An-14M que va resultar guanyador d'un concurs contra el Beríev Be-30 en que Aeroflot cercava un avió comercial d'abast curt. Se'n van construir un total de 191 i 68 encara són en servei actiu a data de l'agost de 2006.

## Disseny
L'An-28 és similar en molts aspectes a l'An-14, incloent la seva estructura de les ales, però té un fuselatge expandit i motors turboprop, en lloc dels de pistó de l'An-14. L'An-28 va volar per primer cop com a An-14 modificat el setembre de 1969 però el següent model de pre-producció no va volar fins al 1975. El prototipus, originàriament, portava un tren d'aterratge en tricicle totalment retràctil i que quedava allotjat en uns carenats laterals però, en les versions definitives, es van construir fixes i amb suspensió de barres. En la configuració de passatgers, n'hi cabien 15, juntament amb una tripulació de dues persones.

## Operadors

### Operadors civils

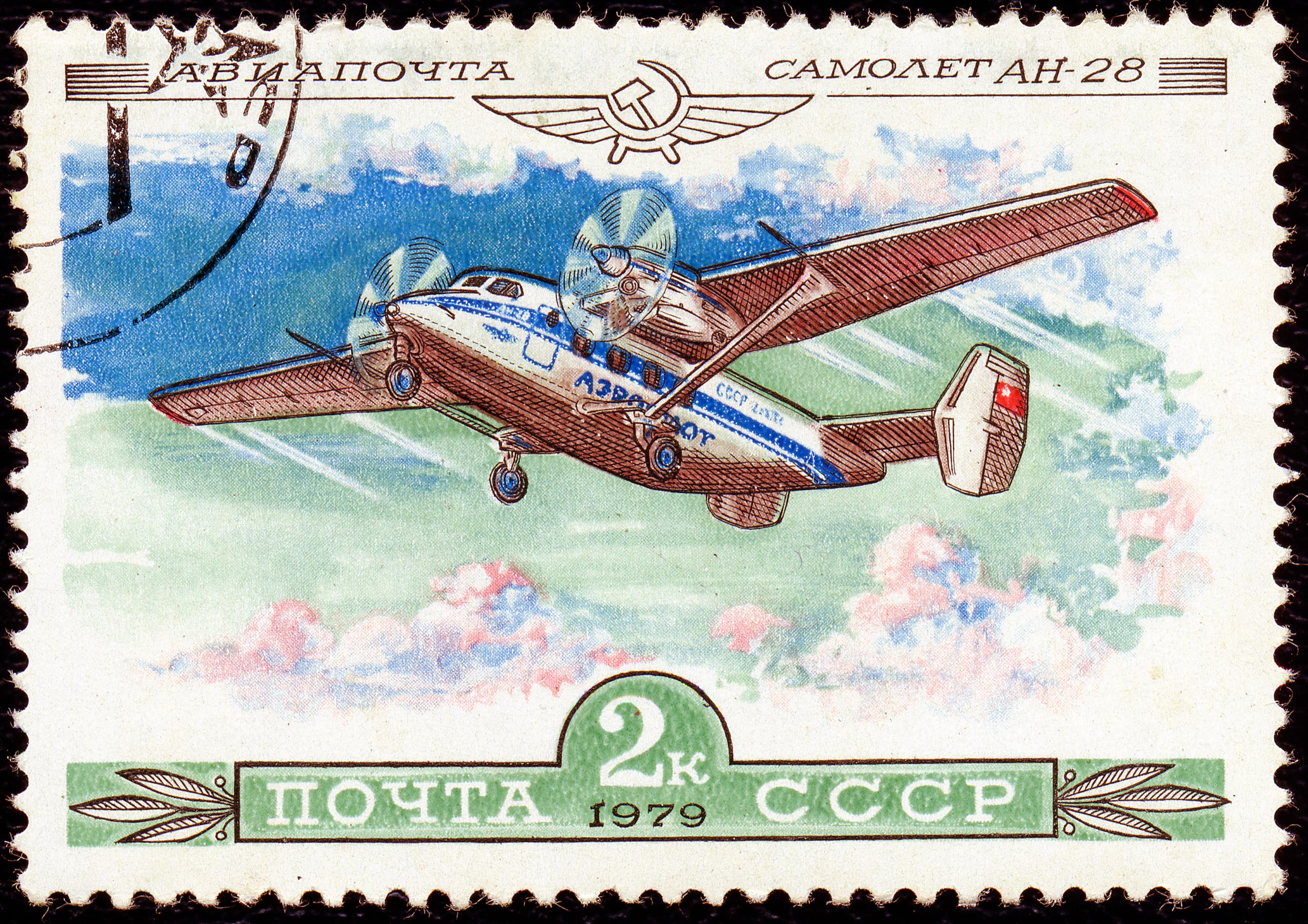
An-28 en un segell de l'URSS.

Els principals operadors dels 68 avions Antonov An-28 restants són:
- Avluga-Trans (11)

 Kirguizstan
- Kyrgyzstan Airlines (5)

 Moldàvia
- Tepavia Trans (4)

 Polònia
- Aerogryf

 Rússia
- Vostok Airlines (5)

 Surinam
- Blue Wing Airlines (5 - dos es van estavellar el 3 d'abril de 2008 i el 15 de maig de 2010)

 Tadjikistan
- Tajik Air (8)
- Unes altres 21 aerolínies operen menys An-28s.[2]

### Operadors militars
Angola
- Força Aèria d'Angola (2 An-28).

 Djibouti
- Força Aèria de Djibouti (1)

 Perú
- Exèrcit del Perú (2)

 Polònia
- Força Aèria Polonesa (12 amb la variant PZL M28)

 Geòrgia
- Força Aèria de Geòrgia

### Antics operadors
Unió Soviètica
- Aeroflot

## Especificacions
Dades de Airliners.net
Característiques generals
- Tripulació: 1-2
- Capacitat: 18 passatgers
- Longitud: 12,98 m
- Envergadura: 22,00 m
- Alçada: 4,6 m
- Superfície de l'ala 39,7 m²
- Pes buit: 3.900 kg
- Pes carregat: 5.800 kg
- Pes màxim d'enlairament: 6.100 kg
- Motors: 2×  turboprops Glushenkov TVD-10B o Pratt & Whitney Canada PT6A-65B, 720 kW   cada un

 Rendiment 
- Velocitat màxima: 355 km/h
- Abast: 510 km
- Ràtio d'ascens: 12,0 m/s
- Càrrega alar: 146 kg/m²
- Potència/pes: 250 W/kg